# Marachina
Marachina is een geslacht van vlinders van de familie Lycaenidae, uit de onderfamilie Theclinae.

## Soorten
- M. fidelia (Hewitson, 1874)
- M. maraches (Druce, 1912)
- M. peonida (Draudt, 1919)